# PO-542
La PO-542 (en la provincia de Pontevedra), es una carretera autonómica de la Red Primaria Básica de la Junta de Galicia que une las localidades de Ponte Bora y O Pino, ambas en el extrarradio de la ciudad de Pontevedra. 

## Nomenclatura
La Red Autonómica de Carreteras de Galicia (RAEGA, o Rede Autonómica de Estradas de Galicia) mantiene para la denominación de su Red Primaria Básica Convencional, a la que pertenece la  PO-542 , el distintivo provincial al inicio. Este es el motivo por el que no se denomina GA-542. En cuanto a la numeración, 542 le fue asignado porque supone la continuación de la  N-541 , perteneciente a la Red de Carreteras del Estado y que une las ciudades de Pontevedra y Orense. A su vez la denominación de esta carretera nacional se debe al sistema ideado por el ingeniero Victoriano Muñoz Oms en 1940, y que fue recogido en el cuarto Plan General de Carreteras de 1939-41 (llamado Plan Peña).

## Descripción
Tiene una longitud de 6,87 kilómetros y comienza en un cruce con la N-541 a la altura del puente de Bora (Pontevedra) y finaliza en un cruce con la PO-10 en O Pino (Pontevedra) en el cruce con la N-550, muy cerca de la avenida Josefina Arruti. En el lugar de A Ermida cruza la carretera PO-532.
Constituye una de las principales vías de comunicación de la red arterial de la capital pontevedresa, en su zona sureste. Tiene un tratamiento urbano en su primer tramo desde el cruce de O Pino y cuatro carriles de circulación en una longitud de 1 kilómetro y 340 metros, con tres rotondas, una en el cruce de O Marco y otra en el enlace con la Avenida das Chans o Ronda Leste. 